# Saison 1973-1974 de la LCH
Saison précédente Saison suivante
La saison 1973-1974 est la 11e saison de la Ligue centrale de hockey.

## Saison régulière
Les Blazers d'Oklahoma City sont de retour, non plus en tant que club ferme des Bruins de Boston, mais en tant que club ferme des Maple Leafs de Toronto. Une nouvelle équipe apparait, les Six-Guns d'Albuquerque, parrainé par le club des Scouts de Kansas City.

### Classement final
| Clt   | Équipe                  | PJ | V  | D  | N  | BP  | BC  | Diff | Pts |
| ----- | ----------------------- | -- | -- | -- | -- | --- | --- | ---- | --- |
| +001, | Knights d'Omaha         | 72 | 34 | 23 | 15 | 259 | 217 | 42   | 83  |
| +002, | Blazers d'Oklahoma City | 72 | 36 | 25 | 11 | 280 | 230 | 50   | 83  |
| +003, | Black Hawks de Dallas   | 72 | 29 | 26 | 17 | 220 | 227 | -7   | 75  |
| +004, | Wings de Fort Worth     | 72 | 30 | 28 | 14 | 237 | 341 | -4   | 74  |
| +005, | Oilers de Tulsa         | 72 | 28 | 31 | 13 | 233 | 239 | -6   | 66  |
| +006, | Six-Guns d'Albuquerque  | 72 | 16 | 40 | 16 | 188 | 263 | -75  | 48  |

- En gras : qualifié pour les séries éliminatoires

### Meilleurs pointeurs
| Joueur           | Équipe        | PJ | B  | A  | Pts | Pun |
| ---------------- | ------------- | -- | -- | -- | --- | --- |
| Wayne Schaab     | Omaha         | 72 | 31 | 58 | 89  | 41  |
| Victor Teal      | Fort Worth    | 72 | 33 | 43 | 76  | 8   |
| Jean Losier      | Omaha         | 72 | 32 | 38 | 70  | 93  |
| Allie Sutherland | Omaha         | 72 | 31 | 39 | 70  | 44  |
| Randy Osburn     | Oklahoma City | 72 | 37 | 25 | 62  | 13  |

## Séries éliminatoires de la Coupe Adams

### Arbre de qualification
|  | Demi-finales | Demi-finales            | Demi-finales | Demi-finales          |    |                         | Finale de la Coupe Adams | Finale de la Coupe Adams | Finale de la Coupe Adams | Finale de la Coupe Adams |
|  |              |                         |              |                       |    |                         |                          |                          |                          |                          |
|  |              |                         |              |                       |    |                         |                          |                          |                          |                          |
|  | 2e           | Blazers d'Oklahoma City | 4            | 4                     |    |                         |                          |                          |                          |                          |
|  | 2e           | Blazers d'Oklahoma City | 4            | 4                     |    |                         |                          |                          |                          |                          |
|  | 4e           | Wings de Fort Worth     | 1            | 1                     |    |                         |                          |                          |                          |                          |
|  | 4e           | Wings de Fort Worth     | 1            | 1                     | 2e | Blazers d'Oklahoma City | 1                        | 1                        |                          |                          |
|  |              |                         |              |                       | 2e | Blazers d'Oklahoma City | 1                        | 1                        |                          |                          |
|  |              |                         | 3e           | Black Hawks de Dallas | 4  | 4                       |                          |                          |                          |                          |
|  | 1er          | Knights d'Omaha         | 3e           | Black Hawks de Dallas | 4  | 4                       | 1                        | 1                        |                          |                          |
|  | 1er          | Knights d'Omaha         |              |                       |    |                         |                          | 1                        |                          |                          |
|  | 3e           | Black Hawks de Dallas   | 4            | 4                     |    |                         |                          |                          |                          |                          |
|  | 3e           | Black Hawks de Dallas   | 4            | 4                     |    |                         |                          |                          |                          |                          |

### Finale
Les Black Hawks de Dallas gagnent leur troisième Coupe Adams en battant les Blazers d'Oklahoma City sur le score de 4 matchs à 1.

### Effectif champion
L'effectif de l'équipe des Knights d'Omaha sacré champion de la Coupe Adams est le suivant :
- Gardien de but : Michel Dumas,  Bernie Germain ;
- Défenseurs : Mike Christie, Larry Gibbons, Randy Holt, Kerry Ketter, Ian McKegney, Roger Wilson ;
- Attaquants : Dean Blais, Gary Donaldson, Dave Elliott, Dan Hinton, Moe L'Abbé, Walt Ledingham, huck Ness, Brian Ogilvie, Rob Palmer, Tom Peluso, Terry Smith, Duane Wylie ;
- Entraîneur : Bobby Kromm.

## Honneurs remis aux joueurs et équipes

### Trophées
| Trophée                 | Joueur           | Équipe                  |
| ----------------------- | ---------------- | ----------------------- |
| Meilleur gardien de but | John Voss        | Knigths d'Omaha         |
| meilleur défenseur      | Claire Alexander | Blazers d'Oklahoma City |
| meilleure recrue        | Claire Alexander | Blazers d'Oklahoma City |
| meilleur pointeur       | Wayne Schaab     | Knigths d'Omaha         |
| meilleur joueur         | Glenn Resch      | Wings de Fort Worth     |
| meilleur entraîneur     | Gerry Moore      | Blazers d'Oklahoma City |

### Équipes d'étoiles
| Position       | Première équipe  | Première équipe         | Deuxième équipe      | Deuxième équipe                       |
| Position       | Joueur           | Équipe                  | Joueur               | Équipe                                |
| -------------- | ---------------- | ----------------------- | -------------------- | ------------------------------------- |
| Gardien de but | Glenn Resch      | Wings de Fort Worth     | Ron Low Michel Dumas | Oilers de Tulsa Black Hawks de Dallas |
| Défenseur      | Claire Alexander | Blazers d'Oklahoma City | Ed Kea               | Oilers de Tulsa                       |
| Défenseur      | Bryan Lefley     | Wings de Fort Worth     | Larry O'Connor       | Six-Guns d'Albuquerque                |
| Ailier gauche  | Randy Osburn     | Blazers d'Oklahoma City | Allie Sutherland     | Knights d'Omaha                       |
| Centre         | Wayne Shaab      | Knights d'Omaha         | Victor Teal          | Wings de Fort Worth                   |
| Ailier droit   | Jean Losier      | Knights d'Omaha         | John Gray            | Blazers d'Oklahoma City               |